# Brachypelma hamorii
Brachypelma hamorii (лат.) — вид пауков-птицеедов, обитающих в Мексике. Данных пауков часто путают с представителями вида Брахипельма Смитти; оба в английском языке называются мексиканскими красноколенными пауками-птицеедами. Многие более ранние источники, упоминающие брахипельму Смитти, либо не проводят различия между этими двумя видами, либо относят их к Brachypelma hamorii. Brachypelma hamorii — наземный паук-птицеед, обитающий на западных склонах гор Сьерра-Мадре-Оксидентал и Сьерра-Мадре-дель-Сур в мексиканских штатах Колима, Халиско и Мичоакан. Представители вида — крупные пауки. Взрослые самки имеют общую длину тела более 50 мм, а самцы обладают конечностями до 75 мм в длину. Brachypelma hamorii — популярный выбор для энтузиастов. Как и у большинства пауков-птицеедов, у них долгий срок жизни. Известны случаи с продолжительностью жизни около тридцати лет при содержании в неволе.

## Описание
Brachypelma hamorii — большой паук. Выборка из семи самок имела общую длину тела (за исключением хелицер и блесен) в диапазоне 52—54 мм. Выборка из 11 самцов была несколько меньше, с общей длиной тела в диапазоне 46—52 мм. Хотя самцы имеют немного более короткие тела, ноги у них длиннее. Четвёртая нога является самой длинной, составляет 75 мм у самцов, 67 мм у самок. Ноги и щупальца чёрные, до красновато-чёрных с тремя отчётливо окрашенными кольцами, тёмно-оранжевые на части коленных чашечек ближе к телу с бледно-оранжево-жёлтыми, далее бледно-оранжево-жёлтые на нижней части голени и желтовато-белые на конце плюсневых костей. Взрослые самцы имеют светлую серовато-красную окраску по краю панциря с более тёмными красновато-чёрными отметинами от середины панциря до передней части головы; верхняя поверхность брюшка чёрная. Взрослые самки отличаются больше цветом и рисунком панциря. Панцирь может быть в основном чёрным с коричневато-розовой каймой, или тёмная область может быть разбита на «звёздный» узор с бледным оранжево-жёлтым в другом месте.

## Таксономия
Brachypelma hamorii, первоначально описанный в 1897 году, был ошибочно идентифицирован как вид очень похожий на брахипельму Смитти. В 1968 году голотип брахипельмы Смитти был определён как незрелый самец, а в 1994 году A. M. Smith повторно описал B. smithi, используя два взрослых экземпляра. Образцы теперь не могут быть найдены, но его описание даёт понять, что они действительно принадлежали к тому, что теперь является B. hamorii, а не B. smithi. Б. hamorii был впервые описан Марком Tesmoingt, Cleton Фредерик и Жан Verdez в 1997 году. Они заявили, что он был близок к B. smithi, но их можно было отличить по ряду признаков, в том числе и по сперматозоидам самок. Однако, следуя описанию Смита, B. hamorii продолжал ошибочно идентифицироваться как B. smithi, пока ситуация не была прояснена J. Mendoza и O. Francke в 2017 году.
Эти два вида имеют очень похожие цветовые узоры. При взгляде сверху хелицеры B. hamorii имеют две коричневато-розовые полосы на сероватом фоне, не видимые на всех особях. B. smithi не хватает этих полос. Зрелых самцов этих двух видов можно отличить по форме ладонной луковицы. При ретролатеральном осмотре ладонная луковица B. hamorii более узкая и менее прямая, чем широкая ложковидная луковица B. smithi. Он также имеет более узкий киль на вершине. У зрелых самок В. hamorii опорная пластина сперматозоида эллиптическая, а не разделённая и субтриангулярная, как у B. smithi; кроме того, вентральная поверхность сперматозоида гладкая, а не полосатая.

### Баркодирование ДНК
Баркодирование ДНК было применено к мексиканским видам Brachypelma. В этом подходе часть из примерно 650 пар спаренных оснований митохондриального гена цитохромоксидазы I используется, прежде всего, для идентификации существующих видов, но также иногда для поддержки разделения между видами. В 2017 году Мендоза и Франк показали, что хотя Brachypelma hamorii и брахипельма Смитти похожи по внешнему виду, они чётко различаются по своим баркодированным ДНК.

## Распространение и среда обитания
Brachypelma hamorii и очень похожая брахипельма Смитти встречаются вдоль тихоокеанского побережья Мексики на противоположных сторонах бассейна реки Бальсас, когда она открывается в Тихий океан. Brachypelma hamorii обитает на севере, в Штатах Колима, Халиско и Мичоакан. Естественная среда обитания вида — холмистые лиственные тропические леса. Его представители строят или расширяют норы под бревнами, камнями и корнями деревьев, среди колючих кустарников и высокой травы.
Их норы были описаны в 1999 году источником, который не проводил различия между Brachypelma hamorii и брахипельмой Смитти. Глубокие норы защищают их от хищников, таких как коати, и позволяют им устраивать засады на проходящую добычу. Самки проводят большую часть своей жизни в своих норах, которые обычно расположены в растительности или недалеко от нее и состоят из одного входа с туннелем, ведущим в одну или две камеры. Вход только немного больше, чем размер тела паука. Туннель, обычно в три раза превышающий длину ноги паука-птицееда, ведёт в камеру, которая достаточно велика, чтобы паук мог безопасно линять. Дальше по норе, через более короткий туннель, расположена большая камера, где паук отдыхает и ест свою добычу. Когда паук-птицеед нуждается в уединении, например, во время линьки или откладывания яиц, вход запечатывается шёлком, иногда дополненным почвой и листьями.